# Tytthoscincus
Tytthoscincus – rodzaj jaszczurek z podrodziny Sphenomorphinae w rodzinie scynkowatych (Scincidae). 

## Zasięg występowania
Rodzaj obejmuje gatunki występujące w Malezji, Indonezji, Brunei, Singapurze i na Filipinach; niektórzy autorzy podają też Tajlandię, ale prawdopodobnie jest to błąd.

## Systematyka

### Etymologia
Tytthoscincus: gr. τυτθος tutthos „mały, drobny”; łac. scincus „rodzaj jaszczurki, scynk”.

### Podział systematyczny
Takson wyodrębniony w 2011 roku ze Sphenomorphus. Do rodzaju należą następujące gatunki:

- Tytthoscincus aesculeticola (Inger, Lian, Lakim & Yambun, 2001)
- Tytthoscincus atrigularis (Stejneger, 1908)
- Tytthoscincus batupanggah Karin, Das & Bauer, 2016
- Tytthoscincus biparietalis (Taylor, 1918)
- Tytthoscincus bukitensis (Grismer, 2007)
- Tytthoscincus butleri (Boulenger, 1912)
- Tytthoscincus cophias Boulenger, 1908
- Tytthoscincus hallieri (Lidth de Jeude, 1905)
- Tytthoscincus ishaki (Grismer, 2006)
- Tytthoscincus jaripendek Grismer, Wood, Quah, Anuar, Ngadi, Mohd-Izam & Ahmad, 2017
- Tytthoscincus kakikecil Grismer, Wood, Quah, Anuar, Ngadi, Mohd-Izam & Ahmad, 2017
- Tytthoscincus keciktuek Grismer, Wood, Ahmad, Baizul-Hafsyam, Afiq-Shuhaimi, Rizal & Quah, 2018
- Tytthoscincus leproauricularis Karin, Das & Bauer, 2016
- Tytthoscincus martae Grismer, Wood, Quah, Anuar, Ngadi, Mohd-Izam & Ahmad, 2017
- Tytthoscincus monticolus Grismer, Wood, Ahmad, Baizul-Hafsyam, Afiq-Shuhaimi, Rizal & Quah, 2018
- Tytthoscincus panchorensis Grismer, Muin, Wood, Anuar & Linkem, 2016
- Tytthoscincus parvus (Boulenger, 1897)
- Tytthoscincus perhentianensis (Grismer, Wood & Grismer, 2009)
- Tytthoscincus sanana (Kopstein, 1926)
- Tytthoscincus sibuensis (Grismer, 2006)
- Tytthoscincus temasekensis Grismer, Wood, Lim & Liang, 2017
- Tytthoscincus temengorensis (Grismer, Ahmad & Onn, 2009)
- Tytthoscincus temmincki (Duméril & Bibron, 1839)
- Tytthoscincus textus (Müller, 1894)